# أسل سبخي
أسل سبخي (الاسم العلمي: Juncus paludosus) نوع نباتي يتبع جنس الأسل وينتمي إلى الفصيلة الأسلية.